# Rainmaker Holland
Rainmaker Holland bv is een sinds 2016 in Rotterdam gevestigd Nederlands bedrijf dat installaties ontwikkelt en bouwt voor duurzame waterwinning op plaatsen waar weinig of geen alternatieven voorhanden zijn. Het bedrijf ontwikkelde windmolens die door middel van condensatie drinkwater kunnen onttrekken aan de lucht. Deze windmolens lijken uiterlijk sterk op windturbines, maar wekken geen elektriciteit op. In de molens bevindt zich een direct door de wind aangedreven warmtepomp die de lucht koelt, waardoor de lucht verzadigd raakt en water condenseert. De hoeveelheid water die uit de lucht kan worden gehaald bedraagt bij een normale luchtvochtigheid ca. 5000 liter per dag per molen.
Met deze windmolens heeft Rainmaker Holland in 2012 de eerste Enlightenmentz of the Year in de categorie 'product' gewonnen. Die prijzen worden uitgereikt aan bedrijven en organisaties die zich inzetten voor duurzaamheid. Het bedrijf verkreeg ook een 'Seal of exellence' van de Europese Gemeenschap.